# Liste der Kulturdenkmäler in Mertloch
In der Liste der Kulturdenkmäler in Mertloch sind alle Kulturdenkmäler der rheinland-pfälzischen Ortsgemeinde Mertloch aufgeführt. Grundlage ist die Denkmalliste des Landes Rheinland-Pfalz (Stand: 27. Oktober 2023).

## Denkmalzonen
| Bezeichnung                    | Lage                               | Baujahr | Beschreibung                                                 | Bild                           |
| ------------------------------ | ---------------------------------- | ------- | ------------------------------------------------------------ | ------------------------------ |
| Denkmalzone Jüdischer Friedhof | südlich des Ortes an der L 82 Lage | 1868    | 1868 angelegtes heckenumsäumtes Areal mit ca. 70 Grabsteinen | weitere Bilder Fotos hochladen |

## Einzeldenkmäler
| Bezeichnung                         | Lage                                    | Baujahr                   | Beschreibung | Bild                                    |
| ----------------------------------- | --------------------------------------- | ------------------------- | --- | --------------------------------------- |
| Wegekreuz                           | Bahnhofstraße Lage                      | 1756                      | Wegekreuz, Nischentyp, bezeichnet 1756 | BW                                      |
| Hofanlage                           | Burgstraße 27/29 Lage                   | 1772                      | Hofanlage; abgewalmter Mansarddachbau, bezeichnet 1772 und 1937 (Überformung), Bruchsteinscheune                                                               | BW                                      |
| Burghof                             | Burgstraße 33 Lage                      | 1817                      | Krüppelwalmdachbau, bezeichnet 1817; Hofreite, Fachwerkhaus, Krüppelwalmdachscheune; Gesamtanlage                                                              | BW                                      |
| Brunnen                             | Burgstraße, Ecke Kirchstraße Lage       | 19. Jahrhundert           | Brunnen, 19. Jahrhundert | Fotos hochladen                         |
| Kapelle                             | Burgstraße, Ecke Eltzerhofstraße Lage   | Ende des 19. Jahrhunderts | Kapelle; Basaltbruchsteinbau, Backsteingiebel, Ende des 19. Jahrhunderts; Brunnen, bezeichnet 1852                                                             | Fotos hochladen                         |
| Kreuz                               | Friedhofstraße, auf dem Friedhof Lage   | 1652                      | Kreuz, bezeichnet 1652 | BW                                      |
| Bildstock                           | Gappenacher Straße Lage                 | 1832                      | Bildstock, 1832 | BW                                      |
| Wegekreuze                          | Gappenacher Straße, bei Nr. 6 Lage      | 1869                      | zwei Wegekreuze, eines bezeichnet 1869; das zweite vom Nischentyp, etwas älter                                                                                 | BW                                      |
| Schulhaus                           | Kirchstraße 2 Lage                      | um 1900                   | ehemalige Schule; Basaltbruchsteinbau, um 1900 | BW                                      |
| Hotel                               | Kirchstraße 3 Lage                      | um 1900                   | ehemaliges Hotel; neubarocker Putzbau mit Bruchsteinsockel, abgewalmtes Mansarddach, Heimatstil, um 1900; Tanzsaal, eingeschossiger Putzbau; Gesamtanlage      | BW                                      |
| Hofanlage                           | Kirchstraße 23/25 Lage                  | 18. oder 19. Jahrhundert  | Hofreite; Fachwerkhaus, teilweise massiv, Krüppelwalmdach, 18. oder 19. Jahrhundert                                                                            | BW                                      |
| Relief                              | Kirchstraße, an Nr. 24 Lage             |                           | Relief | BW                                      |
| Wegekreuz                           | Kirchstraße, bei Nr. 37 Lage            |                           | Wegekreuzfragment | Fotos hochladen                         |
| Kapelle                             | Kirchstraße 44 Lage                     | 19. Jahrhundert           | Kapelle, 19. Jahrhundert | Fotos hochladen                         |
| Wegekreuz                           | Kirchstraße, bei Nr. 52 Lage            | 1650                      | Wegekreuz, bezeichnet 1650 | BW                                      |
| Wohnhaus                            | Römerstraße 1 Lage                      | 1705                      | Fachwerkhaus, teilweise massiv, verputzt, bezeichnet 1705 | BW                                      |
| Katholische Pfarrkirche St. Gangolf | Stiftsstraße 2 Lage                     | Ende des 12. Jahrhunderts | querhauslose romanische Pfeilerbasilika, wohl vom Ende des 12. Jahrhunderts, 1879 Verlängerung und Turm                                                        | weitere Bilder Fotos hochladen          |
| Kriegerdenkmal                      | Stiftsstraße, bei Nr. 2 Lage            | um 1920                   | Kriegerdenkmal, Pylon mit Soldat | Fotos hochladen                         |
| Wegekreuz                           | Wingertsweg, Ecke Polcher Straße Lage   | 1634                      | Wegekreuz, Nischentyp, bezeichnet 1634 | BW                                      |
| Kreuzkapelle                        | südwestlich des Ortes Lage              | 18. Jahrhundert           | Kreuzkapelle mit Kreuzwegstationen; Kreuzkapelle, Saalbau, 1754; zugehörig der Weg vom Dorf mit Kreuzwegstationen, Wegekreuz, zwei Grabkreuze, 18. Jahrhundert | Fotos hochladen                         |
| Wegekreuz                           | nördlich des Ortes                      | 1770                      | Wegekreuz, bezeichnet 1770 | Direkt Bild zu diesem Denkmal hochladen |
| Kapelle                             | südwestlich des Ortes am Künzerhof Lage | Ende des 19. Jahrhunderts | Kapelle, Ende des 19. Jahrhunderts | BW                                      |
| Wegekreuz                           | südlich von Kollig Lage                 |                           | Wegekreuz | BW                                      |